# Taeniodera garnieri
Taeniodera garnieri är en skalbaggsart som beskrevs av Thierry Bourgoin 1917. Taeniodera garnieri ingår i släktet Taeniodera och familjen Cetoniidae. Inga underarter finns listade i Catalogue of Life.